# Fernmeldewerkstätten der Bahn
In den Anfängen des Eisenbahnverkehrs wurden Signale auf Sicht benutzt. Mit dem Aufkommen der Telefonie wurden die Dienststellen mit Telefonen und Telegraphen-Apparaten ausgestattet, wobei letztere teilweise auch Privatpersonen ermöglichten, mit Hilfe der Beamten vor Ort private Meldungen in andere Orte zu versenden.
Diese Endgeräte wurden in speziellen Werkstätten, den Fernmeldewerkstätten der Bahn, unterhalten und repariert. In Bayern entstand in München eine erste derartige Werkstatt in der Richelstraße, vermutlich bereits zu Zeiten der Bayerischen Staatsbahn. Aus dieser wurde später die Fernmeldewerkstätte der Reichsbahn.

## Fernmeldewerkstätte der Reichsbahn München-Aubing
1939/40 wurde die Fernmeldewerkstätte der Reichsbahn München-Aubing (Fw MAU) geplant und gebaut. Sie sollte die bisherige Telegraphen- und Signalwerkstätte auf dem Gelände der ehemaligen Centralwerkstätte an der heutigen Richelstraße ersetzen, an deren Standort der neue Hauptbahnhof entstehen sollte. Damit sollte zudem der Übergang von der dezentralen zur zentralen Instandsetzung vollzogen werden. Das Reichsverkehrsministerium wollte jedoch zunächst eine gemeinsame Zentralwerkstätte für Fernmelde- und Signaldienst einrichten.
Noch während der Fertigstellung der Gebäude in München-Aubing musste die Reichsbahn wegen des Kriegsausbruches den gesamten neuen Komplex der Firma Dornier (Flugzeugbau) überlassen. Um die Pläne des Reichsverkehrsministeriums trotzdem zu verwirklichen, wurden 1940 zwei Zentrale Telegrafenwerkstätten (ZTW) in Berlin und München eingerichtet. In Berlin wurden Nieder- und Trägerfrequenzanlagen, Wechselstromtelegrafieeinrichtungen sowie Fernschreib- und Funkanlagen instand gesetzt. In München wurde am alten Standort die Instandsetzung von Fernsprechern aller Art, Vermittlungen, Uhrenanlagen, Messgeräten, Bahnsteigläutwerken, Morseeinrichtungen, Bahnselbstanschlussanlagen (Basa) und Stromversorgungen betrieben.
Die Gebäude der Zentralen Telegrafenwerkstätte München standen auf dem Gelände der Signalmeisterei München an der Donnersbergerbrücke und wurden durch den Haltepunkt München-Hauptwerkstätte erreicht. Neben überregionalen Aufgaben in der Instandsetzung wurden regionale Aufgaben im Bereich der Reichsbahndirektion München von etwa 80 Mitarbeitern wahrgenommen. Der rasch voranschreitenden Entwicklung und Ausweitung der Fernmeldetechnik wurde durch die Trennung zwischen Signal- und Fernmeldetechnik Rechnung getragen. 1942 wurde in der ZTW München mit der Lehrlingsausbildung begonnen, um qualifizierten Nachwuchs zu erhalten.
Ein Bombenangriff zerstörte 1944 die Werkstätten der ZTW München total. Daraufhin wurde die Instandsetzung behelfsmäßig in Puchheim, Garmisch-Partenkirchen und Berchtesgaden, teils in Baracken, teils in Eisenbahnwagen, durchgeführt. Die Lehrlingsausbildung konnte notdürftig in München-Gräfelfing, München-Neuhausen und Laim weitergeführt werden. Nach Kriegsende begann noch im Mai 1945 der Wiederaufbau der am wenigsten beschädigten Halle.
Die Gebäude in München-Aubing wurden in dieser Zeit von den amerikanischen Besatzungstruppen zur Instandsetzung von Panzern und Kraftfahrzeugen genutzt, obwohl die Bomben auch hier erheblichen Schaden verursacht hatten. Im Frühjahr 1947 erfolgte die Rückgabe an die Reichsbahn. In unmittelbarer Folge begann der Umzug der ZTW von der Hauptwerkstätte nach München-Aubing, wo parallel der Wiederaufbau der Gebäude erfolgte. Die Lehrlingsausbildung konnte hier wieder aufgenommen werden.
1948 erfolgte die Namensänderung in Reichsbahn-Fernmeldewerkstätte (RFW).
Bedingt durch die Teilung Deutschlands wurde die ZTW Berlin nach Minden verlegt und später als Eisenbahn-Fernmeldewerkstätte (EFW) Nord und die in München als EFW Süd bezeichnet. Die Instandsetzung der Funkanlagen wurde nach Karlsruhe verlagert. 1949 wurde die Eingliederung der EFW Nord (Minden) in die EFW Süd (München) beschlossen. Etwa 50 Mitarbeiter übersiedelten 1950 nach München. Mit der Eingliederung der Richtfunkwerkstätte (RFW) Karlsruhe mit etwa 20 Bediensteten 1952 wurde die endgültige Zusammenlegung und damit die Zentralisierung der Fernmeldeinstandsetzung in München abgeschlossen.
Das Wohnungsproblem für die Mitarbeiter wurde mit dem Bau einer Siedlung mit den sogenannten Schwedenholzhäusern, nur wenige Minuten von der FW entfernt, gelöst. Der 1950 begonnene Neubau einer Fernmeldeschule für die Laufbahn zum Werkführer Fm auf dem Gelände der EFW München-Aubing wurde bald fertig gestellt und Bestandteil der EFW. Das zugehörige Wohnheim für die Schüler der Bundesbahnschule wurde 1960 fertig gestellt.

## Bundesbahn-Fernmeldewerkstätte München-Aubing (Fw MAU)
Im Zuge der Umbenennung der Dienststellen bekam die EFW 1955 die Bezeichnung Fernmeldewerkstätte München-Aubing.
Die sich sehr schnell weiterentwickelnde Fernmeldetechnik verlangte immer mehr qualifizierte Facharbeiter, so dass die bestehende Lehrwerkstätte erweitert werden musste. Es entstand 1972–1973 ein Neubau mit modernen Einrichtungen für die Ausbildung von 600 Lehrlingen.
Die Einrichtungen für die Instandsetzung wurde den Erfordernissen der fortschreitenden Technik angepasst. Alle fernmeldetechnischen Geräte und Anlagen von der älteren Technik bis zu den modernen Geräten wurden instand gesetzt. Zudem wurden bei Bedarf Baugruppen und Geräte für die Deutsche Bundesbahn gefertigt.
Die Meßingenieure der Fw MAU waren im gesamten DB-Bereich und in angrenzenden Ländern für Abnahme-, Gewährleistungs- und Revisionsmessungen eingesetzt. Sie übernahmen Entstörungen vor Ort. Für größere Umbauarbeiten fernmeldetechnischer Anlagen, die nicht von den Fernmelde- und Nachrichtenmeistereien bewältigt werden konnten, standen Bautrupps der Fw MAU im Einsatz.
Im Lager der Fw MAU wurden bis zu 10.000 Stoffsorten vorgehalten, um die kurzfristige Instandsetzungen zu gewährleisten. In diesem Lager wurden jährlich Stoffe im Wert von etwa 50 Millionen DM umgeschlagen. In der technischen Untersuchungsstelle wurden neue Fernmeldeanlagen auf ihre Brauchbarkeit bei der DB hin untersucht, Verbesserungsvorschläge der Mitarbeiter für die Nutzung durch die DB optimiert und Baugruppen für die Fertigung entwickelt.
An der Entwicklung der Fw MAU war ab 1981 unter der fachlichen Zuständigkeit die Zentralstelle für den Werkstättendienst Mainz beteiligt.

## Fernmeldewerk München-Aubing GmbH
Im Zuge der Unternehmensstrategie DB 90 wurde die Fernmeldewerkstätte München-Aubing zwischen 1990 und 2000 immer mehr verkleinert. Viele Gebäude wurden geräumt und standen leer. Die Lehrwerkstätte wurde aufgegeben, Mitarbeiter wurden abgebaut. 2000 wurde die Schließung des Fernmeldewerk München-Aubing von der DB AG beschlossen. Die Fw MAU wurde 2001 verkauft, privatisiert und in eine GmbH umgewandelt. Sie übernahm den Service für Zugfunk- und Steuergeräte, Kartenautomaten sowie bewegliche Hinweisschilder der DB. Neuer Firmenname war Fernmeldewerk München-Aubing GmbH. Die Bahn forderte die Räumung des Geländes.

## Repaircenter Fürstenfeldbruck
2003 fand der Umzug von München-Aubing nach Fürstenfeldbruck in ein neu gebautes Gebäude am Bahnhof statt. 2006 erfolgte die Umbenennung in Repaircenter Fürstenfeldbruck (RCF). Am 28. Februar 2007 wurde für das Werk mit rund 100 Mitarbeitern wegen des massiven Auftragsrückganges Insolvenz beantragt. Insolvenzanwalt Michael Jaffe fand einen Käufer.

## Fernmeldewerk Raum München GmbH
Die Firma QFM Fernmelde- und Elektromontagen GmbH aus Berlin übernahm 2007 die RCF GmbH mit der Forderung eines erheblichen Personalabbaus. Es erfolgte der Umzug nach Puchheim unter dem neuen Firmennamen Fernmeldewerk Raum München GmbH mit 37 Angestellten. 2014 wurde die Fernmeldewerk Raum München GmbH an die Geschäftsführerin Annemarie Walch verkauft. Nach ihrem Tod am 5. Oktober 2016 wurde zwei Tage später die Insolvenz beantragt und eröffnet. Zum 28. Februar 2017 wurde die Fernmeldewerk Raum München GmbH mit 26 Angestellten geschlossen.
Die Werkstätte in München-Aubing ist mittlerweile komplett verschwunden. 2009 hatte der Bezirksausschuss Aubing-Lochhausen-Langwied beantragt, das Verwaltungsgebäude in die Denkmalliste aufzunehmen. Nach einer Besichtigung wurde festgestellt, dass die architektonische Bedeutung des ehemaligen Verwaltungsbaus nicht ausreiche, ein Baudenkmal zu begründen.
Auf dem Gelände sind moderne Wohnanlagen entstanden.